# Abierto de Australia

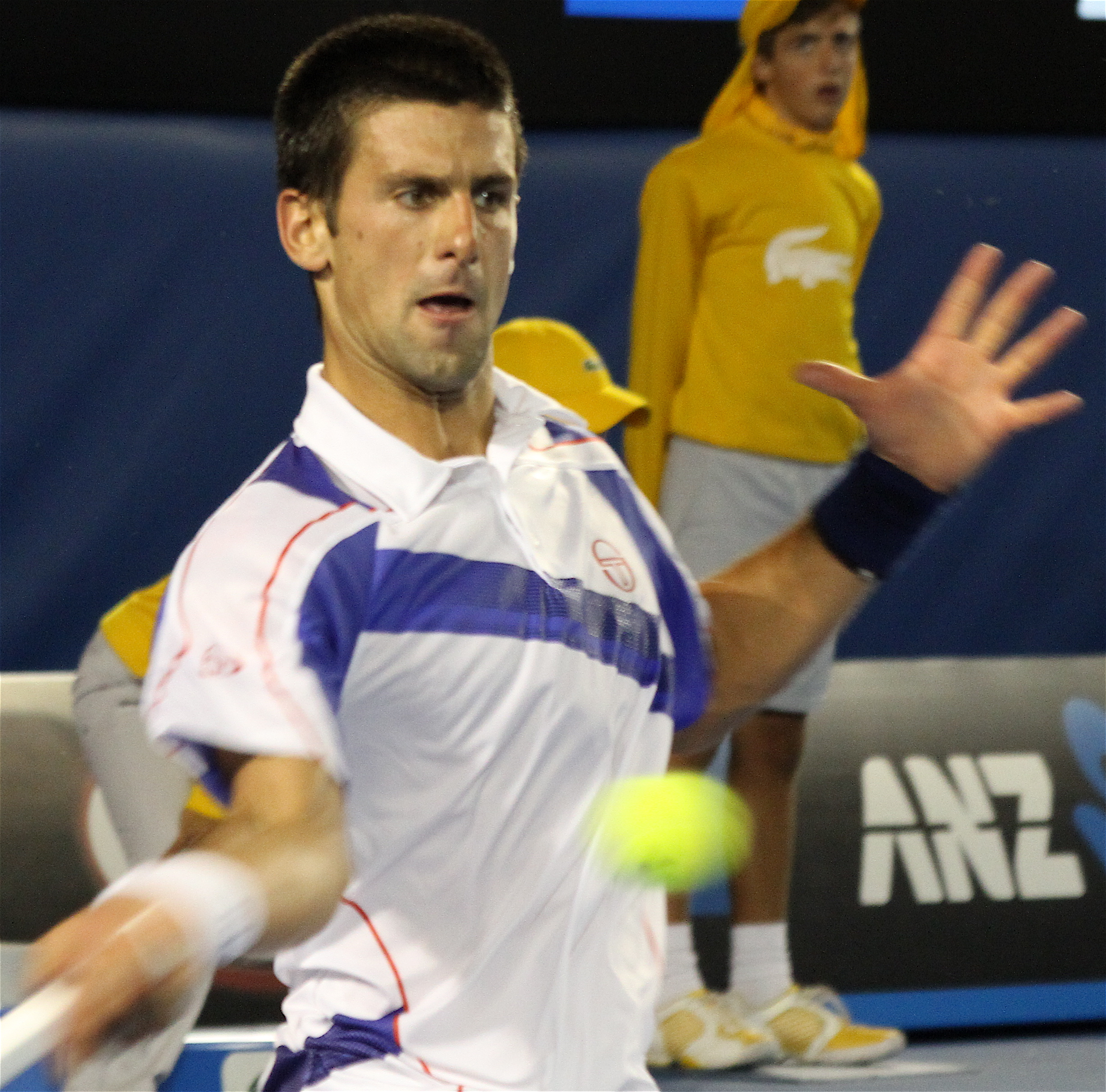
El serbio Novak Djokovic es el jugador con más títulos (10) del torneo.

El Abierto de Australia (en inglés, Australian Open) es cronológicamente el primero de los cuatro torneos oficiales que forman el Grand Slam de tenis. Tiene lugar cada mes de enero en el complejo deportivo situado en Melbourne Park, en la ciudad de Melbourne.

## Historia
El torneo fue creado en el 17 de noviembre de 1905 y recibió el nombre de «Campeonato de Australasia». Desde 1927 pasó a denominarse  «Campeonato de Australia», y en 1968, año en el que se implantó la Era Open y se permitió la participación de jugadores profesionales en el torneo, cambió su nombre a  «Abierto de Australia».
Sus primeras ediciones, ya como Abierto de Australia, se jugaron sobre las pistas de hierba de Kooyong, en el sureste de la ciudad de Melbourne, pero en 1988, y ante la pérdida de notoriedad, se decidió trasladar la competición a su ubicación actual en Melbourne Park (por entonces conocido como Flinders Park), un nuevo complejo con pistas de tenis de cemento próximo al Melbourne Cricket Ground en el extremo sur del distrito financiero. Mats Wilander ha sido el único jugador capaz de ganar el torneo sobre hierba y sobre cemento.
Como los otros tres torneos del Grand Slam, la competición se divide en categorías, existiendo categorías individuales y de dobles tanto para hombres como para mujeres, así como mixtos dobles (es decir, parejas formadas por un hombre y una mujer), además de competiciones para jugadores juniors y veteranos. En los últimos años se han incluido también competiciones para jugadores en silla de ruedas.
Entre 1977 y 1985, el Abierto de Australia tuvo lugar en el mes de diciembre, volviendo a su ubicación original en enero de 1987. Por esa razón, en 1977 se celebraron dos ediciones del torneo, una en enero y otra en diciembre, y en 1986 no se celebró el torneo.
Las dos principales pistas del complejo tienen en nombre de Rod Laver Arena y John Cain Arena y cuentan ambas con techos retráctiles, permitiendo así cerrar las pistas y continuar el juego en caso de lluvia o calor extremo. En 2009, éste, el All England Lawn Tennis Club de Londres, el Abierto de Estados Unidos (con sus dos canchas principales), la Caja Mágica del Abierto de Madrid y el ATP de Hamburgo son los únicos en los que se cuenta con techo retráctil para la práctica del tenis, en 2014 que se concluyó la obra de instalación del techo retráctil sobre la tercera pista: Margaret Court.
Celebrado en mitad del verano austral, el torneo es famoso por sus días de calor extremo. Cuando esto ocurre es habitual que el juego se pare y no se reanude el juego hasta que no se recuperen unos valores no peligrosos de temperatura y humedad.
El éxito de público del torneo es notable, consiguiéndose en 2008 el récord de asistencia diaria a un torneo del Grand Slam con un total de 62 885 asistentes.
En 2008, se estrenó la nueva superficie de juego del torneo. Tras 20 años usando las pistas de Rebound Ace, se decidió cambiar el material de la pista de juego por un nuevo material llamado Plexicushion, que permite que la bola vaya a menor velocidad, absorbe menos el calor y provoca menos desgaste en los jugadores. Este cambio hizo que todos los torneos preparatorios para el Abierto de Australia cambiaran sus superficies de juego. Sin embargo, el cambio de superficie conllevó cierta controversia debido a la similitud del nuevo material con el DecoTurf, la superficie usada en el Abierto de los Estados Unidos. Desde 2020 Greenset es el nuevo material empleado en las canchas de Melbourne Park.

## Puntos y premios
Los puntos de clasificación para hombres (ATP) y mujeres (WTA) han variado en el Abierto de Australia a lo largo de los años, pero actualmente los jugadores reciben los siguientes puntos:
| Categoría  | Categoría | G    | F    | SF  | CF  | 4R  | 3R  | 2R  | 1R |
| Individual | Masculino | 2000 | 1300 | 800 | 400 | 200 | 100 | 50  | 10 |
| Individual | Femenino  | 2000 | 1300 | 780 | 430 | 240 | 130 | 70  | 10 |
| Dobles     | Masculino | 2000 | 1200 | 720 | 360 | -   | 180 | 90  | 0  |
| Dobles     | Femenino  | 2000 | 1300 | 780 | 430 | -   | 240 | 130 | 10 |

El premio en metálico otorgado en los torneos masculinos y femeninos se distribuye por igual.

Actualmente los jugadores reciben los siguientes premios en metálico: 
| Categoría  | G           | F           | SF          | CF        | 4R        | 3R        | 2R        | 1R        |
| Individual | A$3,500,000 | A$1,900,000 | A$1,100,000 | A$665,000 | A$420,000 | A$290,000 | A$200,000 | A$132,000 |
| Dobles     | A$810,000   | A$440,000   | A$250,000   | A$142,000 | -         | A$82,000  | A$58,000  | A$40,000  |

## Trofeos
Los nombres de todos ganadores del torneo están inscritos en las copas de trofeo a perpetuidad.

La ganadora en la categoría de individual femenina recibe la copa "Daphne Akhurst Memorial".

El ganador en la categoría de individual masculino recibe la copa "Norman Brookes Challenge Cup".

## Palmarés
- Individual masculino
- Individual femenino
- Dobles masculino
- Dobles femenino
- Dobles mixto

### Campeones actuales
| Categoría            | Campeón                            | Subcampeón                          | Resultado            |
| Individual Masculino | Jannik Sinner                      | Alexander Zverev                    | 6-3, 7-6(4), 6-3     |
| Individual Femenino  | Madison Keys                       | Aryna Sabalenka                     | 6-3, 2-6, 7-5        |
| Dobles Masculino     | Harri Heliövaara Henry Patten      | Simone Bolelli Andrea Vavassori     | 6-7(16), 7-6(5), 6-3 |
| Dobles Femenino      | Kateřina Siniaková Taylor Townsend | Su-Wei Hsieh Jeļena Ostapenko       | 6-2, 6-7(4), 6-3     |
| Dobles Mixto         | Olivia Gadecki John Peers          | Kimberly Birrell John-Patrick Smith | 3-6, 6-4, [10-6]     |